# Akamasoa
Akamasoa es una ciudad de Madagascar famosa por el hecho de ser creada gracias a Pedro Opeka, quien prometió a los habitantes más pobres y necesitados del país africano de Madagascar que les daría una vida digna. Así fue, el argentino Pedro Opeka empezó construyendo casas para las familias pobres que vivían en los basureros con sus propias manos. Poco a poco construyó la actual ciudad de Akamasoa con sus propias manos y la ayuda de jóvenes de Madagascar con más de 20 000 habitantes. Akamasoa significa «Buenos amigos» en malgache.